# Untermüllerbach
Der Untermüllerbach ist ein rechter Zufluss der Bieber im Main-Kinzig-Kreis im hessischen Spessart.

## Geographie

### Verlauf
Der Untermüllerbach entspringt südwestlich von Villbach am Fuße der Kuppe (430 m) am Trinkwasserstollen Untermüller. Diese Quelle hat heute keinen oberirdischen Abfluss zum Untermüllerbach mehr. Der Untermüllerbach fließt in südwestliche Richtung, unterquert die Bundesstraße 276 und mündet südöstlich von Röhrig von rechts in die Bieber.

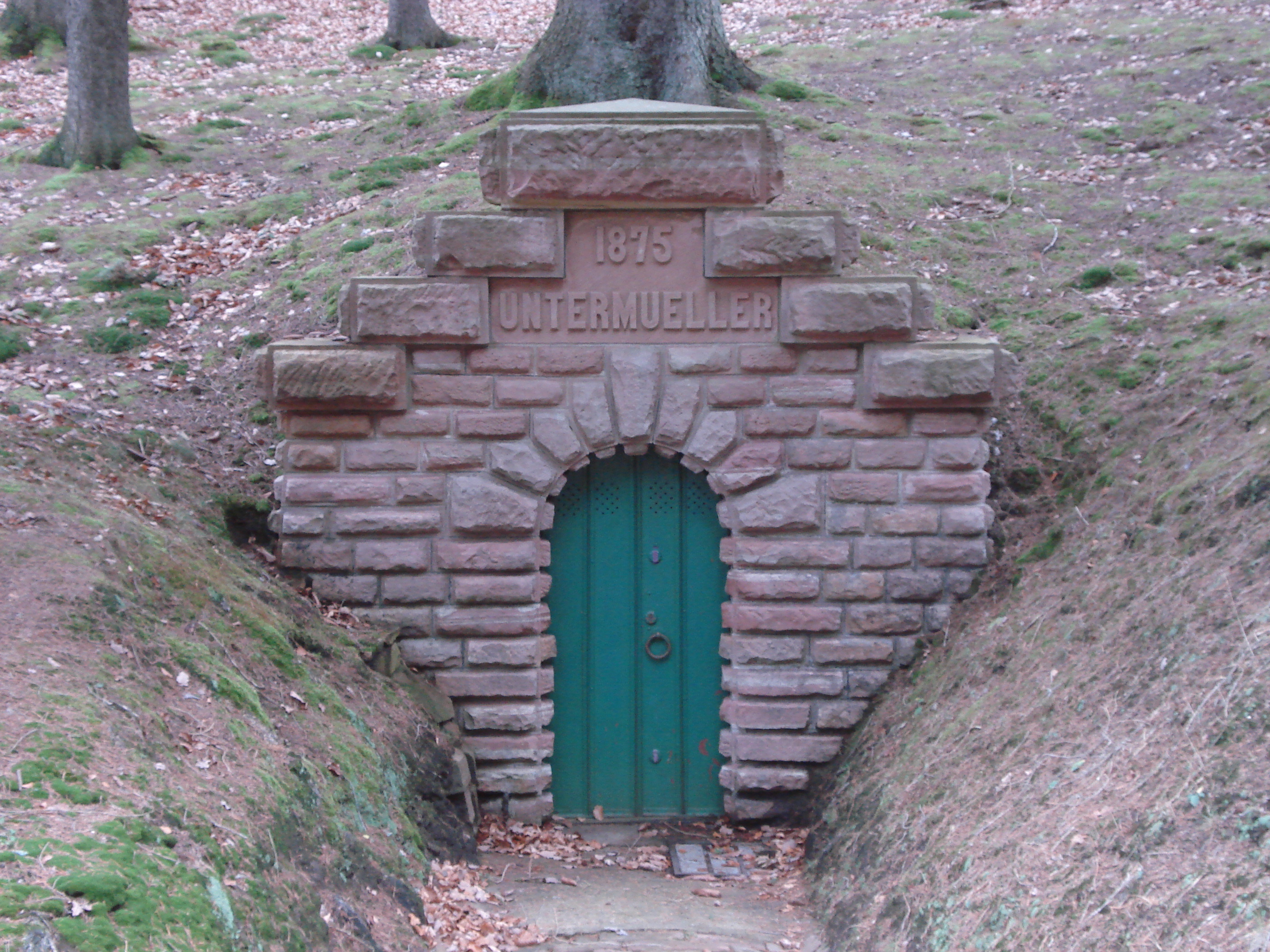
Der Trinkwasserstollen Untermüller
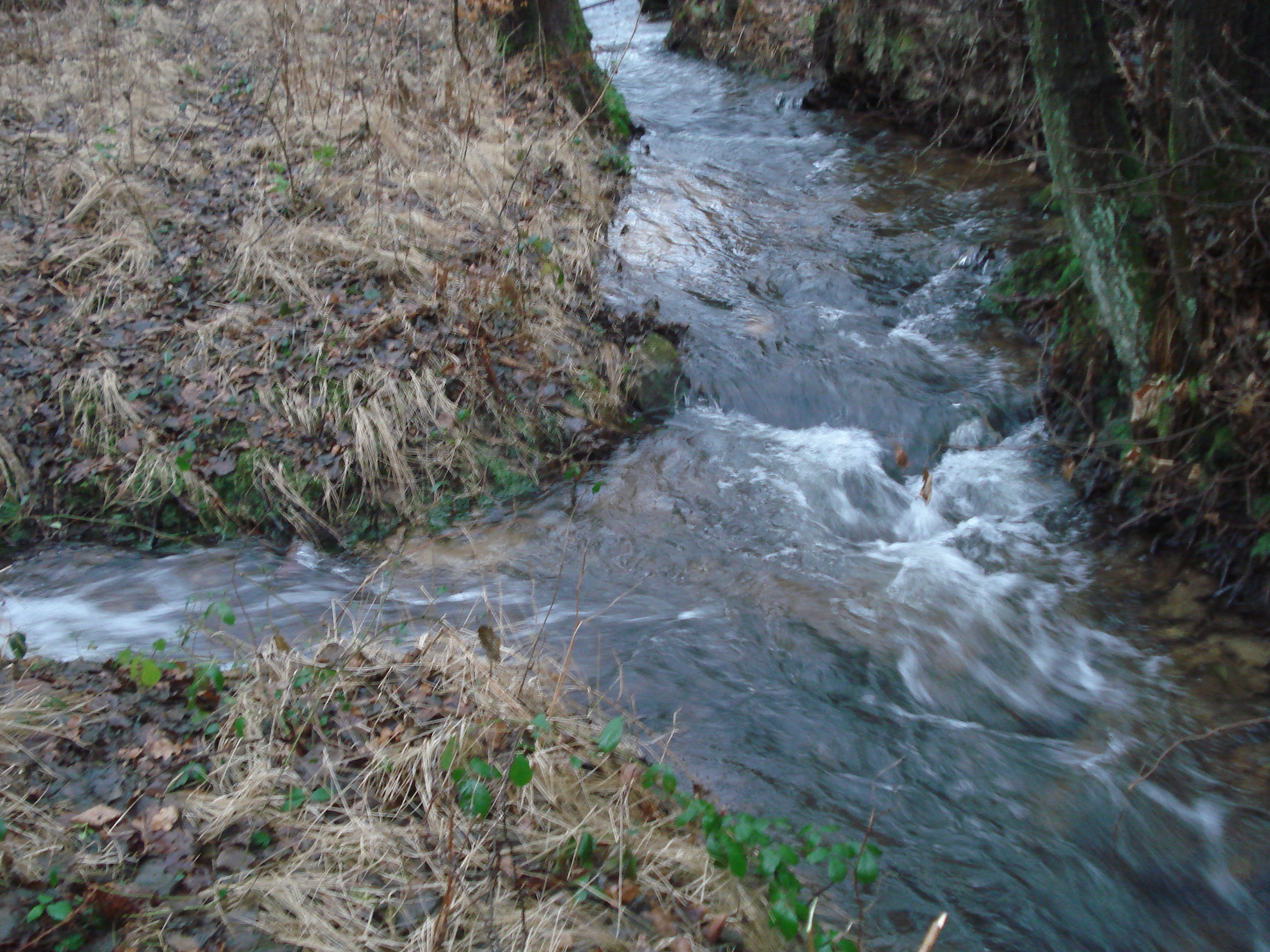
Der Untermüllerbach (links) mündet in die Bieber (von hinten nach vorne)

### Flusssystem Kinzig
- Liste der Fließgewässer im Flusssystem Kinzig (Main)